# Hôtel de Croisy
L'Hôtel de Croisy est un édifice situé à Orbec, en France.

## Localisation
Le monument est situé dans le département français du Calvados, sur le territoire de la commune nouvelle d'Orbec, au n°7 de la Grande-Rue.

## Historique
L'édifice est daté du XVe siècle ou du XVIe siècle. 
L'édifice est acheté par Pierre de Fouques, lieutenant général du bailliage, qui ajoute une aile en briques et pierres. 
Des modifications ont lieu ultérieurement, au XVIIe siècle et au XIXe siècle.
Le jardin de l'hôtel a inspiré à Claude Debussy Jardins sous la pluie en 1903.
L'édifice fait l'objet d'une protection différenciée : les façades et les toitures du logis et des communs, l'antichambre du rez-de-chaussée, le jardin sont inscrits au titre des Monuments historiques depuis le 11 août 1987. La même date, un arrêté a procédé au classement de la cheminée du grand salon et de la chambre d'apparat du premier étage.

## Architecture
L'édifice est bâti en grès, en calcaire, en briques et à pans de bois.